# Turkman
Le Turkman est une rivière d'Afghanistan qui coule dans les provinces de Wardak et de Parwân. C'est un affluent du Ghorband en rive gauche, donc un sous-affluent de l'Indus par le Ghorband, puis le Pandjchir, enfin la rivière Kaboul.

## Géographie
Le Turkman naît dans le district Hisa-i-Awali Bihsud du nord-est de la province de Wardak. Sa direction générale va du sud-ouest vers le nord-est. Il pénètre bientôt en province de Parwân, où son bassin correspond presque exactement au district de Surkhi Parsa. Il conflue en rive droite avec le Ghorband à une quinzaine de kilomètres en aval de la localité de Cheikh Ali.